# Nerijus Cesiulis

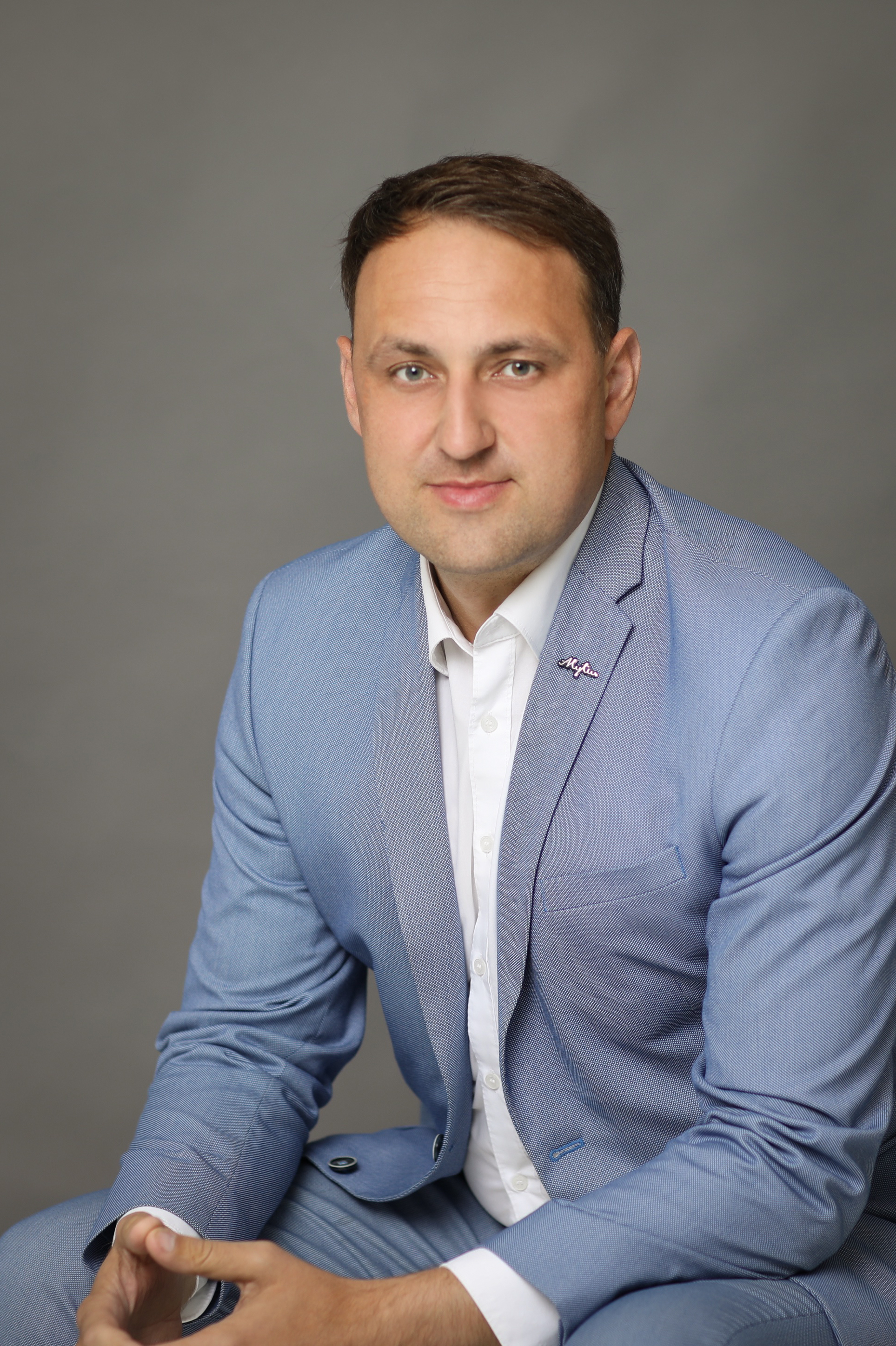
Nerijus Cesiulis

Nerijus Cesiulis (* 6. Mai 1981 in Alytus) ist ein litauischer sozialdemokratischer Politiker und Bürgermeister der Stadtgemeinde Alytus.

## Leben
1996 absolvierte er das Jatwingergymnasium Alytus. Von 1999 bis 2003 diente Nerijus Cesiulis als freiwilliger Soldat der litauischen Armee. Daran schloss sich bis 2006 ein Studium des Managements am Kolleg Alytus. Von 2005 bis 2008 studierte an der Universität Vilnius und erhielt einen Bachelor-Abschluss in Management und Betriebswirtschaft. Von 2008 bis 2010 absolvierte er das Masterstudium in Unternehmensführung an der Technischen Universität Kaunas in Kaunas.
Ab 2006 war Nerijus Cesiulis Leiter des Karrierezentrums und stellvertretender Direktor des Kollegs Alytus. Ab 2006 war er Assistent und später Dozent am Kolleg. Er hielt Vorlesungen über Marketing, Werbung, Öffentlichkeitsarbeit und erneuerbare Energiequellen. Von 2008 bis 2018 lehrte er als Dozent von Seminaren und Kursen.
Von 2007 bis 2023 war Nerijus Cesiulis Mitglied des Gemeinderats der Stadt Alytus (gewählt 2007, 2011, 2015 und 2019). Seit 2019 ist er Bürgermeister von Alytus. Bei Kommunalwahlen in Litauen 2023 wurde er schon im ersten Wahlgang für eine zweite Amtszeit wiedergewählt.
2001 war Nerijus Cesiulis Gründer der Studentenvertretung und bis 2006 ihr Präsident am Kolleg Alytus. 2002 war er Vorsitzender des Rates für Jugendangelegenheiten von Alytus. 2002 war er Gründer der Jugendorganisation "Round Table" Alytus. Von 2002 bis 2004 war er Vorstandsmitglied der Union litauischer Studentenvertreter.
Nerijus Cesiulis ist Mitglied der LSDP. Er war Mitglied der Centro partija.
Nerijus Cesiulis ist verheiratet.